# Luptătorul din New Orleans

Afișul original al filmului

Luptătorul din New Orleans sau Timpuri grele (în engleză Hard Times, cunoscut și ca The Streetfighter) este un film neo-noir de crimă din 1975 regizat de Walter Hill. Charles Bronson  joacă rolul lui Chaney, un luptător de box fără mănuși, care luptă prin Louisiana în timpul Marei crize economice

## Distribuție
- Charles Bronson - Chaney
- James Coburn - Spencer "Speed" Weed
- Jill Ireland - Lucy Simpson
- Strother Martin - Poe
- Robert Tessier - Jim Henry
- Michael McGuire - Chick Gandil
- Nick Dimitri - Street
- Margaret Blye - Gayleen Schoonover
- Thomas Jefferson - Cameo, nemenționat, trompetist de jazz [9]
- Bruce Glover - Doty
- Frank McRae - Hammerman